# Zeta Leporis
Zeta Leporis (ζ Leporis, förkortat Zeta Lep, ζ  Lep) som är stjärnans Bayerbeteckning, är en ensam stjärna i den mellersta delen av stjärnbilden Haren. Den har en skenbar magnitud på 3,52 och är synlig för blotta ögat där ljusföroreningar ej förekommer. Baserat på parallaxmätning inom Hipparcosuppdraget på ca 46,3 mas, beräknas den befinna sig på ett avstånd på ca 70 ljusår (ca 22 parsek) från solen.

## Egenskaper
Zeta Leporis är en blå till vit stjärna i huvudserien av spektralklass A2 IV-V(n), tyder på att den befinner sig i ett övergångsskede mellan en stjärna av A-typ i huvudserien och en underjätte. (n)-suffixet anger att absorptionslinjerna i stjärnans spektrum är diffusa på grund av dess snabba rotation, vilken leder till att linjerna breddas på grund av Dopplereffekten. Den har en massa som är ca 50 procent större än solens massa, en radie som likaledes är ca 50 procent större än solens och utsänder från dess fotosfär ca 14 gånger mera energi än solen vid en effektiv temperatur på ca 9 800 K.
Det överskott av andra element än väte och helium, vilket astronomer betecknar som stjärnans metallicitet, är bara 17 procent av överskottet i solen. Stjärnan verkar vara mycket ung, förmodligen omkring 231 miljoner år gammal, men felmarginalen sträcker sig över 50-347 miljoner år.

## Asteroidband
Baserat på strålning i den infraröda delen av det elektromagnetiska spektret, användes 1983 InfraRed Astronomical Satellite för att identifiera stoft som kretsar kring Zeta Leporis. Denna stoftskiva är begränsad till en diameter av 12,2 AE. År 2001 användes Long Wavelength Spectrometer vid Keck Observatory på Mauna Kea, Hawaii, för att mer exakt avgränsa skivans radie. Den befanns ligga inom en 5,4 AE-radie. Stoftets temperatur uppskattades till ca 340 K. Baserat på upphettning från stjärnan kan detta placera partiklarna så nära som 2,5 AE från Zeta Leporis.